# 施迪克弗特别墅
36°3′54.5″N 120°19′16.5″E / 36.065139°N 120.321250°E
施迪克弗特别墅，又称斯提克否太宅第旧址、斯提克弗茨别墅，是位于中国山东省青岛市市南区沂水路5号的一座住宅，建于1904-1905年，现为市南区一般不可移动文物。

## 历史

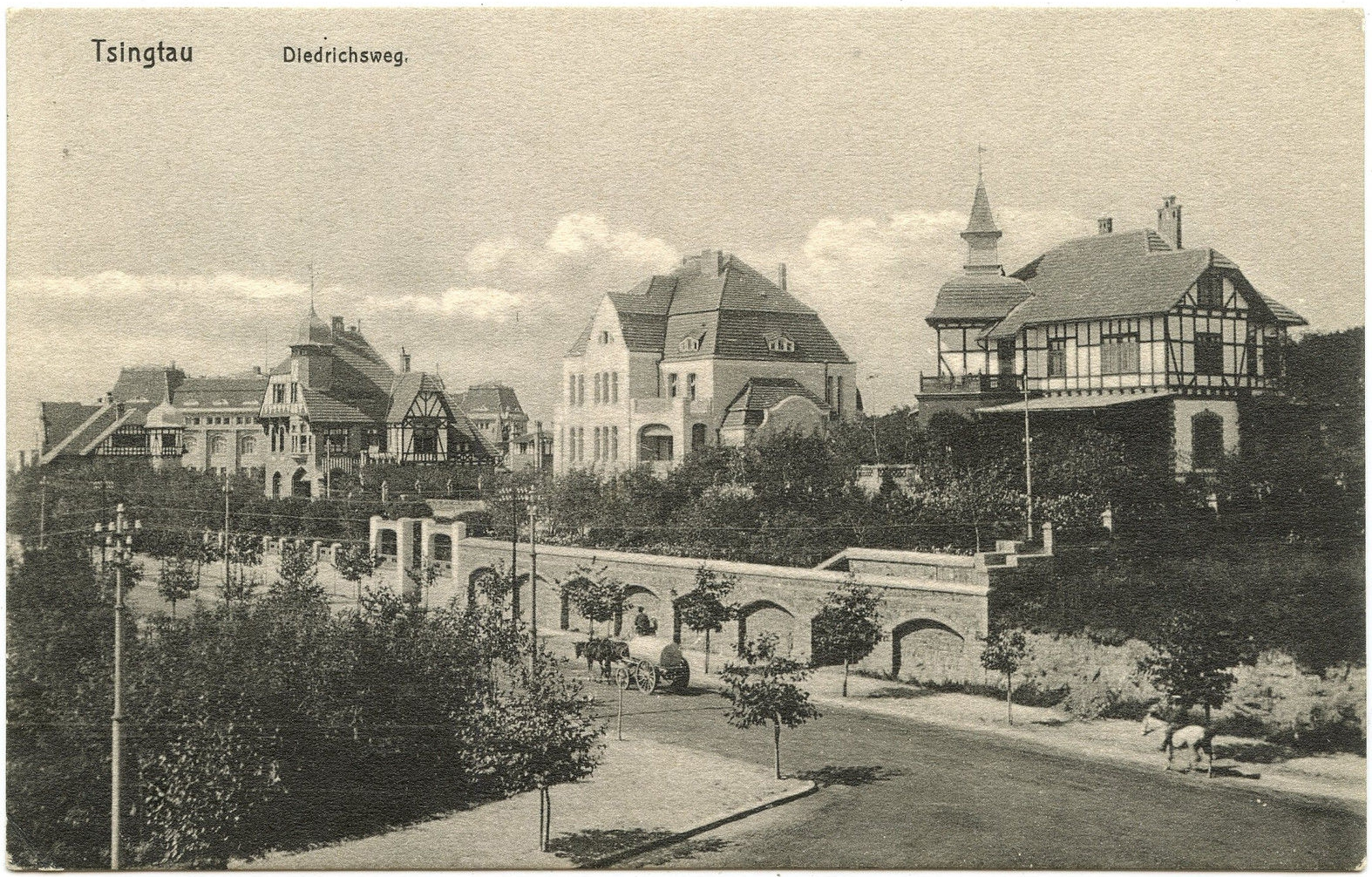
德占时期的沂水路，自右至左分别为格尔皮克-科尼希别墅、施迪克弗特别墅、捷成洋行别墅、第三营官邸及远处后侧的胶澳总督府大楼

施迪克弗特别墅建于1904-1905年，最初为约翰·施迪克弗特（John Stickforth）的住宅。
约翰·施迪克弗特为汉堡维林公司的筑港工程师。1898年，德国胶澳总督府制订了青岛大港的规划后，决定将筑港工程交予私营公司负责。1898年11月，德国海军部与维林公司在汉堡举行首次会谈，会后维林公司便将施迪克弗特派往青岛。但1899年施迪克弗特在青岛仅查看了施工现场便离开了，据称其与总督府方面在关键问题上出现分歧，总督府便停止了与维林公司的合作。但后来德国海军方面找不到其他愿意承接该工程的建筑商，便再次联系维林公司，于1901年3月签订合同。此后施迪克弗特与助手弗里德里希·施瑙克（Friedrich Schnock）再次赴青负责港口建设。大港一号、二号码头先后于1904年、1906年建成。
施迪克弗特最初与维林公司其他工程师居住于小鲍岛附近的维林别墅。1905年，施迪克弗特在今沂水路5号的新居建成后，便与家人迁入。约1910年，施迪克弗特离开青岛，将别墅卖给哈利洋行董事汉斯·克里斯蒂安·奥古斯特森（Hans Christian Augustesen），奥古斯特森一家迁居此处。1914年11月日军占领青岛后，将该别墅没收并据为己有。1925年，英商麦加利银行购入该别墅，将其作为青岛分行经理的住宅。1941年太平洋战争爆发后，麦加利银行经理被日军拘捕，住宅再次被没收。1945年日本投降后该别墅被归还给麦加利银行。
1949年后，该楼先后为青岛市建设局、青岛市公用事业局、青岛市城市管理局、青岛市市政公用局办公楼。2000年，该建筑以“斯提克否太宅第旧址”之名列入第一批青岛市历史优秀建筑。2012年11月6日，该建筑以“斯提克弗茨旧宅”之名列入市南区未核定为文物保护单位的不可移动文物（一般不可移动文物）名录。2020年至2022年，该建筑院内新建青岛地铁4号线信号山（青大附院）站A出入口，施工对院落及院墙改动较大。

## 建筑特色

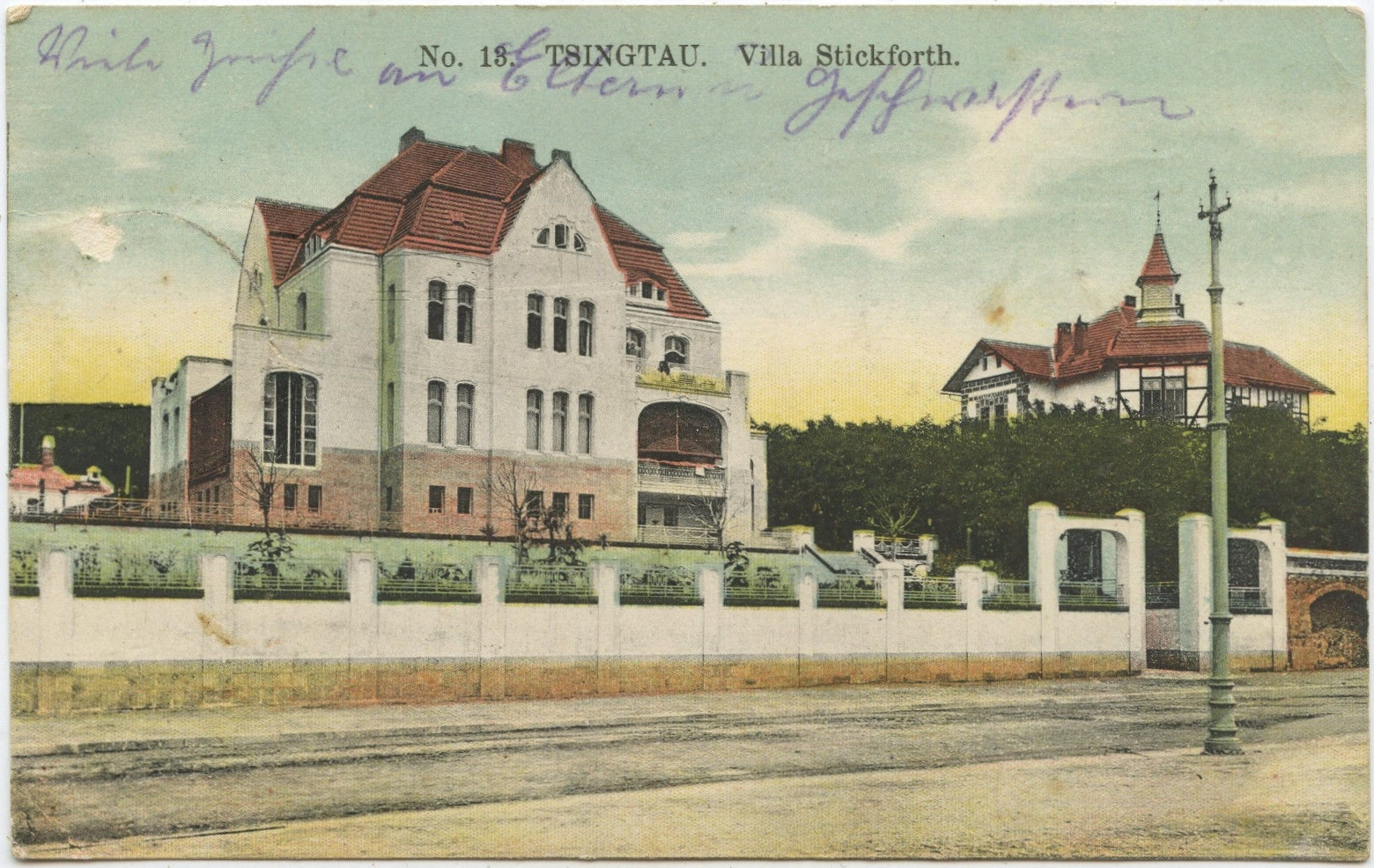
施迪克弗特别墅近景，德占时期明信片

施迪克弗特别墅占地面积1999.34平方米。建筑面积1506.08平方米，砖石木结构。地上3层，地下1层。外墙花岗岩砌基，浅色墙面，墙面开竖直窗户、拱廊并建有阳台，东南、西南两立面中央起山墙，墙面除底部以石块砌筑、装饰外，无任何石块或木构装饰物。屋顶为红瓦蒙莎屋顶。主入口位于东侧，楼内客厅面积约200平方米，高8米，铺设人字形地板。
该楼一改德占时期早期建筑常用的复古风格，摒弃半木构等装饰形式，平面、立面清晰简明，反映了20世纪初德国本土建筑的实用主义风潮，施迪克弗特别墅的建设正是青岛建筑界采用此种风格的开始。